# Conservation de l'énergie
La conservation de l'énergie est un principe physique, selon lequel l'énergie totale d'un système isolé est invariante au cours du temps. Ce principe, largement vérifié expérimentalement, est de première importance en physique, et impose que, pour tout phénomène physique, l'énergie totale initiale du système isolé soit égale à l'énergie totale finale, donc que de l'énergie passe d'une forme à une autre durant le déroulement du phénomène, sans création ni disparition d'énergie.
Introduit par Leibniz et postulé en mécanique newtonienne, ce principe est démontrable en mécanique lagrangienne par le biais d'un théorème de Noether.
On peut ainsi étudier les transformations d'énergie durant une combustion (où n'interviennent que l'énergie thermique et l'énergie des liaisons chimiques) ou une réaction nucléaire (où intervient principalement l'énergie présente dans les noyaux des atomes et l'énergie thermique).
Ce principe rend impossible un mouvement perpétuel car, aucun système physique réel n'étant parfaitement isolé de son environnement, son mouvement perd de l'énergie sous une forme ou une autre (frottement, lumière, chaleur, etc.).

## Définition
Un système isolé se compose d'un ensemble d'objets physiques (généralement des particules : atomes, photons, etc.). Il est dit « isolé » s'il n'échange avec l'extérieur ni énergie par l'intermédiaire de forces (par exemple : gravité, magnétisme), ni matière (on n'enlève ni n'ajoute de particules ayant une masse au système). En particulier, le système isolé n'échange pas de photons avec un autre système.
Ce principe, émis en physique newtonienne, suppose implicitement que le référentiel du système est inertiel. Dans un référentiel non inertiel, ce principe n'est pas valable, un mouvement pouvant y apparaître spontanément.

## Principe détaillé
L'énergie totale d'un système se compose de la somme de différentes énergies, qui peuvent être :
- l'énergie de masse, correspondant à la masse des particules, suivant la formule E = m c2 ;
- l'énergie thermique ;
- l'énergie cinétique, correspondant au mouvement du système dans son ensemble ;
- l'énergie potentielle (par exemple, due à la gravité et liée à l'altitude, ou chimique) ;
- etc.

Le principe de conservation stipule que la quantité d'énergie d'un système isolé ne peut varier. 
Dire qu'un système A n'est pas isolé, c'est dire qu'il existe au moins un autre système B extérieur à A et qu'il existe des transferts d'énergie entre ces systèmes.
De manière générale, le principe de conservation pour un système S quelconque (non isolé) est, le plus souvent, utilisé de manière variationnelle en écrivant que la variation de la quantité d'énergie du système S est égale au cumul des entrées moins le cumul des sorties pendant le délai d'observation. Mathématiquement, cela se traduit par des équations de conservation.
Par exemple, un pendule oscillant dans l'air a un mouvement de plus en plus faible car, par les frottements, notamment avec l'air, il fournit de l'énergie à un autre système (l'air ambiant) et, son énergie diminuant, ses mouvements s'atténuent inexorablement. La quantité d'énergie perdue du système « pendule » est alors égale à la quantité d'énergie transférée vers le système « ambiant », donc sortie du système « pendule ». La variation de celui-ci est alors bien égale au cumul des entrées (dans ce cas 0) moins le cumul des sorties.

## Mécanique

### Système en évolution conservative

À tout moment, la somme de l'énergie potentielle élastique et de l'énergie cinétique est une constante.

Dans les systèmes simples de la mécanique newtonienne, soumis uniquement à des forces conservatives, la somme des énergies cinétiques, {\displaystyle E_{c}}, et des énergies potentielles, {\displaystyle E_{p}}, est une constante. Elle demeure inchangée sous l'action de forces conservatives uniquement.
ou
.
La somme Ec + Ep, qui représente l'ensemble de l'énergie présente dans le système, porte le nom d'énergie mécanique, E.
Il est alors possible d'exprimer le principe de conservation de l'énergie en utilisant l'énergie mécanique.
ou :
.
On parle d'énergies initiale et finale en se référant à l'énergie présente dans un système avant et après l'effet d'une force. Le type de force agissant sur le système détermine s'il y a ou non conservation de l'énergie.

### Système en évolution non conservative
Si le système est soumis à au moins une force non-conservative (un frottement, par exemple), le travail qu'elle produit, {\displaystyle W_{\mathrm {nc} }}, doit être pris en considération pour déterminer l'énergie finale de ce système. L'équation énoncée à la section précédente est ainsi modifiée puisque l'énergie n'est pas conservée.
Il faut généralement recourir à la thermodynamique et à la notion d'énergie interne pour reformuler un principe de conservation de l'énergie plus général qu'en mécanique.

## Cas d'application
En physique des particules, la loi de conservation de l'énergie impose que lors d'une réaction nucléaire ou d'une désintégration, la somme des énergies des particules de départ soit la même que la somme des énergies des particules émises.
En 1930, l'application de ce principe permit à Wolfgang Pauli de supposer l'existence d'une particule très discrète, qu'il nomma neutrino trois ans plus tard[Comment ?][réf. nécessaire].

## Exemple de la chute d'une balle

Dans la chute, de l'énergie potentielle devient de l'énergie cinétique, puis thermique.

On peut utiliser le principe de conservation de l'énergie mécanique d'un système dans le cas d'une balle élevée à une certaine hauteur du sol :
- initialement, elle possède de l'énergie potentielle gravitationnelle (notée h sur l'illustration) ;
- en tombant, elle est accélérée par la force gravitationnelle et son énergie potentielle devient graduellement de l'énergie cinétique. Juste au moment de toucher le sol, la différence d'énergie potentielle gravitationnelle, entre sa position initiale et celle qu'elle occupe à la fin de sa course s'est totalement transformée en énergie cinétique (notée ici v) ;
- si la balle est déformable et qu'elle ne rebondit pas, elle s'immobilise. L'énergie cinétique s'est alors transformée en énergie thermique (notée T).

Dans cet exemple, on a négligé la résistance de l'air.

## Thermodynamique
Le premier principe de la thermodynamique reflète le principe de conservation de l'énergie :
{\displaystyle \Delta E_{c}+\Delta U=Q+W\,}
C'est-à-dire que la somme des variations de l’énergie cinétique macroscopique (Ec) et de l'énergie interne (U) d'un système est égale à la somme du transfert thermique et du travail qu'il échange avec le milieu extérieur.
Pour un système isolé, on a : {\displaystyle \Delta E_{c}+\Delta U=Q+W=0\,} donc {\displaystyle Q=-W\,}

## Sources bibliographiques
: document utilisé comme source pour la rédaction de cet article.
- Harris Benson (trad. Marc Séguin, Benoît Villeneuve, Bernard Marcheterre et Richard Gagnon), Physique 1 Mécanique, Édition du Renouveau Pédagogique, 2009, 4e éd., 465 p.